# Arnulf Abele
Arnulf Abele (8. november 1914 – 2. juli 2000) var en højt dekoreret major i Wehrmacht under 2. verdenskrig og senere oberst i Bundeswehr. Han modtog blandt andet Jernkorsets Ridderkors for sin indsats. Abele blev taget til fange af amerikanske tropper i 1944 og blev sat fri i 1946. Han meldte sig senere til tjeneste i Bundeswehr. Hans militære karriere sluttede i 1973.

## Udmærkelser
- Jernkorset (1939)
  - 2. klasse (25. juli 1940)
  - 1. klasse (22. januar 1942)
- Såretmærket (1939)
  - i sort (28. oktober 1942)
- Jernkorsets Ridderkors
  - Modtaget den 22. februar 1944 som Hauptmann og kommandør af I. / Reichs-Grenadier-Regiment "Hoch u. Deutschmeister" [1]
- Bundesverdienstkreuz
  - 1. klasse (1972)

## Fodnoter
1. ↑  Fellgiebel 2000, s. 97.